# Temperatura pokojowa
Temperatura pokojowa (ang. room temperature, oznaczana często skrótem r.t. albo R.T.) – oznacza przeciętną temperaturę z zakresu od 15 do 25 °C w zależności od ujęcia panującą w pomieszczeniach mieszkalnych, czasami określana jest jako temperatura otoczenia.